# Halenospora varia
Halenospora varia är en svampart som först beskrevs av Anastasiou, och fick sitt nu gällande namn av E.B.G. Jones 2009. Halenospora varia ingår i släktet Halenospora och familjen Leotiaceae.   Inga underarter finns listade i Catalogue of Life.